# Нобелевские лауреаты из России и СССР
Основной список нобелевских лауреатов из России составлен по материалам официальных документов Нобелевского комитета. В список включены лауреаты, которые, исходя из материалов Нобелевского комитета, имели на момент вручения премии подданство Российской империи, гражданство СССР, РФ, независимо от их реальной государственной или национальной принадлежности на тот момент. В дополнительный список включены лауреаты, которые на момент вручения премии не имели гражданства СССР или России, но родились на территории, на тот момент принадлежавшей России или СССР, либо в семье подданных Российской империи или граждан СССР, РФ, а также лауреаты, которые были на момент вручения премии подданными Российской империи, гражданами СССР, РФ, но, исходя из материалов Нобелевского комитета, имели иную государственную или национальную принадлежность.
По различным причинам некоторые из включённых в списки нобелевских лауреатов могут также рассматриваться как представители других держав.
Согласно одной из оценок, к 2013 году Россия занимала седьмое место в мире по числу нобелевских лауреатов.

## Лауреаты — подданные Российской империи
| № | Год  | Направление           | Лауреат              | Обоснование                             | Примечание |
| - | ---- | --------------------- | -------------------- | --------------------------------------- | --- |
| 1 | 1904 | Физиология и медицина | Иван Петрович Павлов | «за работу по физиологии пищеварения»   | |
| 2 | 1905 | Литература            | Генрик Сенкевич      | «за выдающиеся заслуги в области эпоса» | В материалах Нобелевского комитета указан как представитель Польши, не являвшейся в те годы суверенным государством. Родился в Подляшье (Царство Польское), писал на польском языке, подданный Российской империи на момент получения премии. |
| 3 | 1908 | Физиология и медицина | Илья Ильич Мечников  | «за труды по иммунитету»                | На момент вручения премии работал во Франции. |

## Лауреаты — граждане СССР
— серым цветом отмечены не присутствовавшие на награждении и не произносившие нобелевскую речь.
| №   | Год  | Направление | Лауреат                                                               | Обоснование |
| --- | ---- | ----------- | --------------------------------------------------------------------- | --- |
| 1   | 1956 | Химия       | Николай Николаевич Семёнов                                            | «за исследования в области механизма химических реакций» |
| 2   | 1958 | Литература  | Борис Леонидович Пастернак                                            | «за значительные достижения в современной лирической поэзии, а также за продолжение традиций великого русского эпического романа» (не был выпущен советским правительством в Стокгольм. Присуждение премии Пастернаку осуждалось в советской прессе) |
| 3—5 | 1958 | Физика      | Павел Алексеевич Черенков Игорь Евгеньевич Тамм Илья Михайлович Франк | «за открытие и истолкование эффекта Черенкова» |
| 6   | 1962 | Физика      | Лев Давидович Ландау                                                  | «за пионерские теории конденсированных сред и особенно жидкого гелия» (не был выпущен советским правительством в Стокгольм из-за травм, полученных в автомобильной катастрофе в январе того же года) |
| 7—8 | 1964 | Физика      | Николай Геннадиевич Басов Александр Михайлович Прохоров               | «за фундаментальные работы в области квантовой электроники, которые привели к созданию излучателей и усилителей на лазерно-мазерном принципе» |
| 9   | 1965 | Литература  | Михаил Александрович Шолохов                                          | «за художественную силу и цельность эпоса о донском казачестве в переломное для России время» (выехал в Стокгольм в сопровождении всей своей семьи) |
| 10  | 1970 | Литература  | Александр Исаевич Солженицын                                          | «за нравственную силу, с которой он следовал непреложным традициям русской литературы» |
| 11  | 1975 | Экономика   | Леонид Витальевич Канторович                                          | «за вклад в теорию оптимального распределения ресурсов» (выехал в Стокгольм в сопровождении жены и пяти предыдущих нобелевских лауреатов — Семёнова, Черенкова, Франка, Басова и Прохорова, после церемонии вручения остался на несколько месяцев в Швеции для чтения курса нобелевских лекций)                                                                              |
| 12  | 1975 | Премия мира | Андрей Дмитриевич Сахаров                                             | «за бесстрашную поддержку фундаментальных принципов мира между людьми и мужественную борьбу со злоупотреблением властью и любыми формами подавления человеческого достоинства» (не был выпущен советским правительством в Осло, вместо него получала премию и произносила нобелевскую речь его жена Елена Боннэр. Присуждение премии Сахарову осуждалось в советской прессе) |
| 13  | 1978 | Физика      | Пётр Леонидович Капица                                                | «за его базовые исследования и открытия в физике низких температур» (вручение премии и нобелевскую речь транслировали по ЦТ) |
| 14  | 1990 | Премия мира | Михаил Сергеевич Горбачёв                                             | «в знак признания его ведущей роли в мирном процессе, который сегодня характеризует важную составную часть жизни международного сообщества» |

## Лауреаты — граждане Российской Федерации
| №   | Год  | Направление | Лауреат                                                 | Обоснование                                                                                          |
| --- | ---- | ----------- | ------------------------------------------------------- | --- |
| 1   | 2000 | Физика      | Жорес Иванович Алфёров                                  | «за разработки в полупроводниковой технике»                                                          |
| 2—3 | 2003 | Физика      | Алексей Алексеевич Абрикосов Виталий Лазаревич Гинзбург | «за создание теории сверхпроводимости второго рода и теории сверхтекучести жидкого гелия-3»          |
| 4   | 2010 | Физика      | Константин Сергеевич Новосёлов                          | «за новаторские эксперименты по исследованию двумерного материала графена»                           |
| 5   | 2021 | Премия мира | Дмитрий Андреевич Муратов                               | «за усилия по защите свободы выражения мнений, что является предпосылкой демократии и прочного мира» |

## Лауреаты, родившиеся в Российской империи и СССР
В данном разделе приведены лауреаты Нобелевской премии, которые были рождены на территории Российской империи или СССР, но на момент вручения премии не имели российского подданства или советского гражданства и, по данным Нобелевского комитета, не попали в список лауреатов из России либо не были включены туда по идеологическим причинам, а также лауреаты, родившиеся в семье российских подданных или советских граждан на территории остальных стран.
| Год  | Направление           | Лауреат                           | Обоснование | Гражданство    | Комментарии |
| ---- | --------------------- | --------------------------------- | --- | -------------- | --- |
| 1903 | Физика                | Мария Склодовская-Кюри            | «за выдающиеся заслуги в совместных исследованиях явлений радиации»                                                                                         | Франция        | Родилась в Варшаве (Российская империя)                                                                            |
| 1909 | Химия                 | Вильгельм Оствальд                | «в знак признания проделанной им работы по катализу, а также за исследования основных принципов управления химическим равновесием и скоростями реакции»     | Германия       | Родился в Риге (Лифляндская губерния, Российская империя)                                                          |
| 1911 | Химия                 | Мария Склодовская-Кюри            | «за выдающиеся заслуги в развитии химии: открытие элементов радия и полония, выделение радия и изучение природы и соединений этого замечательного элемента» | Франция        | Родилась в Варшаве (Российская империя)                                                                            |
| 1924 | Литература            | Владислав Реймонт                 | «за выдающийся национальный эпос — роман „Мужики“» | Польша         | Родился в Кобелех-Вельких (Петроковская губерния, Российская империя)                                              |
| 1933 | Литература            | Иван Алексеевич Бунин             | «за строгий артистический талант, с которым он воссоздал в литературной прозе типичный русский характер»                                                    |                | Родился в Воронеже. Эмигрант, жил на вилле в Грасе (Франция).                                                      |
| 1937 | Химия                 | Пауль Каррер                      | «за исследование каротиноидов и флавинов, а также за изучение витаминов А и В2»                                                                             | Швейцария      | Родился в Москве, по рождению гражданин Швейцарии                                                                  |
| 1939 | Литература            | Франс Эмиль Силланпяя             | «за глубокое проникновение в жизнь финских крестьян и превосходное описание их обычаев и связи с природой»                                                  | Финляндия      | Родился в Хямеэнкюрё, Великое княжество Финляндское в составе Российской империи                                   |
| 1945 | Химия                 | Арттури Илмари Виртанен           | «за исследования и достижения в области сельского хозяйства и химии питательных веществ, особенно за метод консервации кормов»                              | Финляндия      | Родился в Гельсингфорсе, Великое княжество Финляндское в составе Российской империи                                |
| 1950 | Химия                 | Тадеуш Рейхштейн                  | «за открытия, касающиеся гормонов коры надпочечников, их структуры и биологических эффектов».                                                               | Швейцария      | Родился в Влоцлавке (Варшавская губерния, Российская империя), в детстве жил в Киеве                               |
| 1952 | Физиология и медицина | Зельман Ваксман                   | «за открытие стрептомицина, первого антибиотика, эффективного при лечении туберкулёза»                                                                      | США            | Родился в Новой Прилуке (Киевская губерния, Российская империя), вырос в Одессе                                    |
| 1967 | Физиология и медицина | Рагнар Гранит                     | «за открытия, связанные с первичными физиологическими и химическими зрительными процессами, происходящими в глазу»                                          | Швеция         | Родился в Рийхимяки, Великое княжество Финляндское в составе Российской империи                                    |
| 1971 | Экономика             | Саймон Кузнец                     | «за эмпирически обоснованное толкование экономического роста»                                                                                               | США            | Родился в Пинске (Минская губерния, Российская империя), учился и работал в Ровно и Харькове                       |
| 1973 | Экономика             | Василий Леонтьев                  | «за развитие метода „затраты-выпуск“» | США            | Родился в Мюнхене, по рождению подданный Российской империи                                                        |
| 1977 | Химия                 | Илья Пригожин                     | «за работы по термодинамике необратимых процессов, особенно за теорию диссипативных структур»                                                               | Бельгия        | Родился в Москве, по рождению подданный Российской империи, позже имел бельгийское подданство, жил и работал в США |
| 1978 | Литература            | Исаак Башевис Зингер              | «за эмоциональное искусство повествования, которое, уходя своими корнями в польско-еврейские культурные традиции, поднимает вечные вопросы»                 | США            | Родился в Леончине (Сохачевского уезда Варшавской губернии, Российская империя), писал на идише, работал в США     |
| 1978 | Премия мира           | Менахем Бегин                     | «за подготовку и заключение основополагающих соглашений между Израилем и Египтом»                                                                           | Израиль        | Родился в Брест-Литовске (Российская империя)                                                                      |
| 1980 | Литература            | Чеслав Милош                      | «с бесстрашным ясновидением показал незащищённость человека в мире, раздираемом конфликтами»                                                                | Польша         | Родился в Шетеняй (Ковенская губерния, Российская империя, территория современной Литвы)                           |
| 1987 | Литература            | Иосиф Александрович Бродский      | «за всеобъемлющее творчество, пропитанное ясностью мысли и страстностью поэзии»                                                                             | США            | С 1972 года жил в США, писал на русском и английском языках                                                        |
| 1995 | Премия мира           | Джозеф Ротблат                    | «за большие достижения, направленные на снижение роли ядерного оружия в мировой политике, и за многолетние усилия по запрещению этого вида оружия»          | Великобритания | Родился в Варшаве (Российская империя)                                                                             |
| 2007 | Экономика             | Леонид Соломонович Гурвич         | «за создание основ теории оптимальных механизмов» | США            | Родился в Москве, жил и работал в Западной Европе, затем в США                                                     |
| 2010 | Физика                | Андрей Константинович Гейм        | «за новаторские эксперименты по исследованию двумерного материала графена»                                                                                  | Нидерланды     | Родился в Сочи, окончил МФТИ, с 1990 года живёт и работает в Западной Европе                                       |
| 2015 | Литература            | Светлана Александровна Алексиевич | «за её многоголосное творчество — памятник страданию и мужеству в наше время»                                                                               | Белоруссия     | Родилась в Станиславе, СССР (ныне Ивано-Франковск, Украина), живёт и работает в Белоруссии, пишет на русском языке |
| 2022 | Премия мира           | Алесь Викторович Беляцкий         | — | Белоруссия     | Родился в пгт Вяртсиля, Карельская АССР, СССР (ныне Россия), живёт и работает в Белоруссии                         |
| 2023 | Химия                 | Алексей Иванович Екимов           | «за открытие и синтез квантовых точек» | США            | СССР |

## Изображения лауреатов на почтовых марках

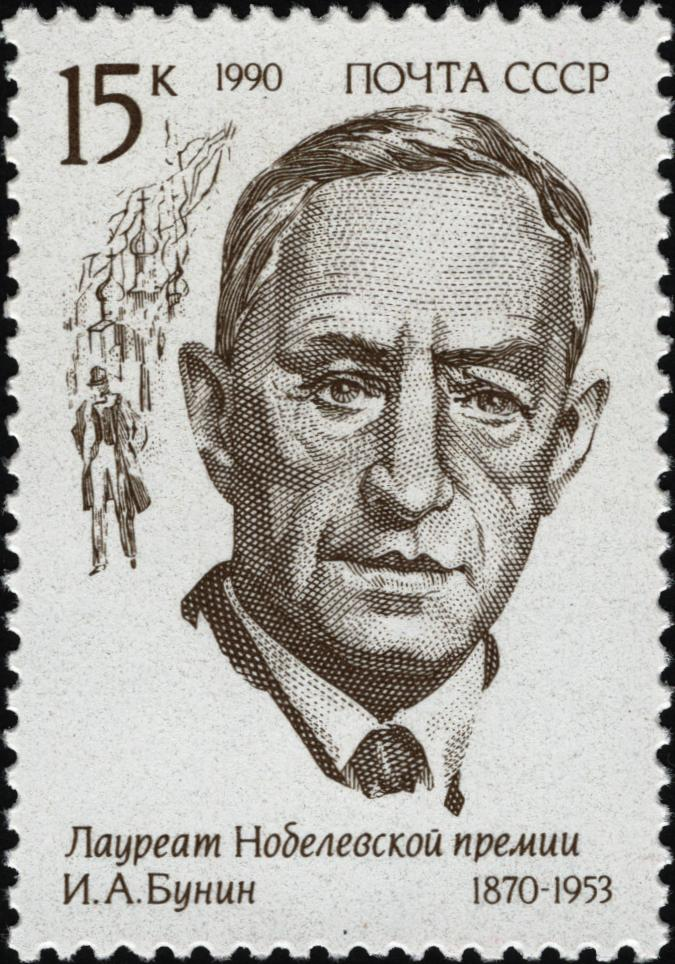
Иван Бунин
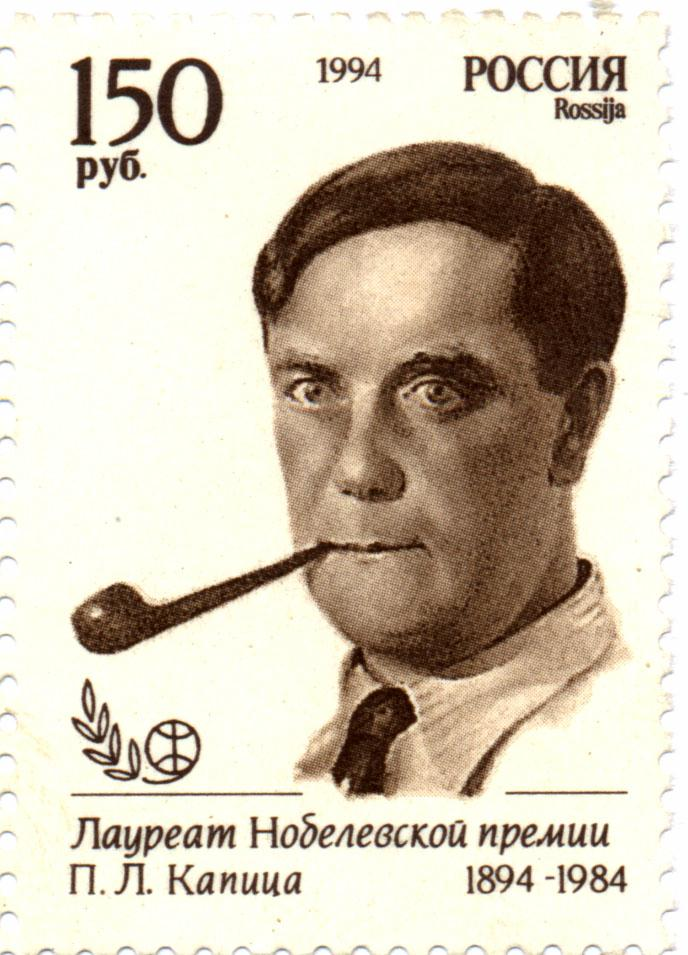
Пётр Капица
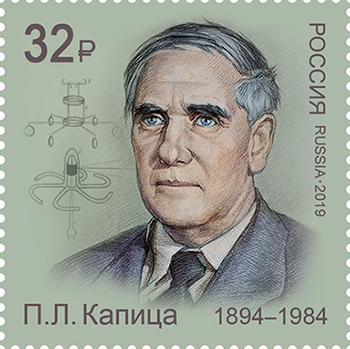
П. Л. Капица
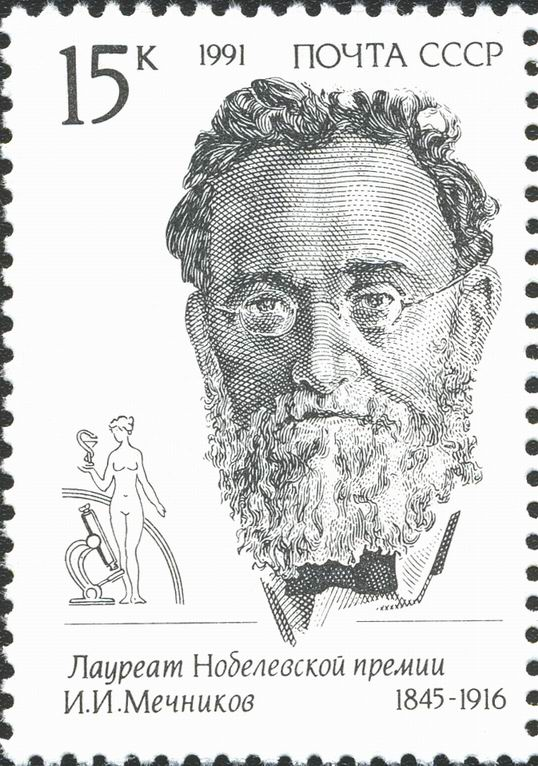
Илья Мечников
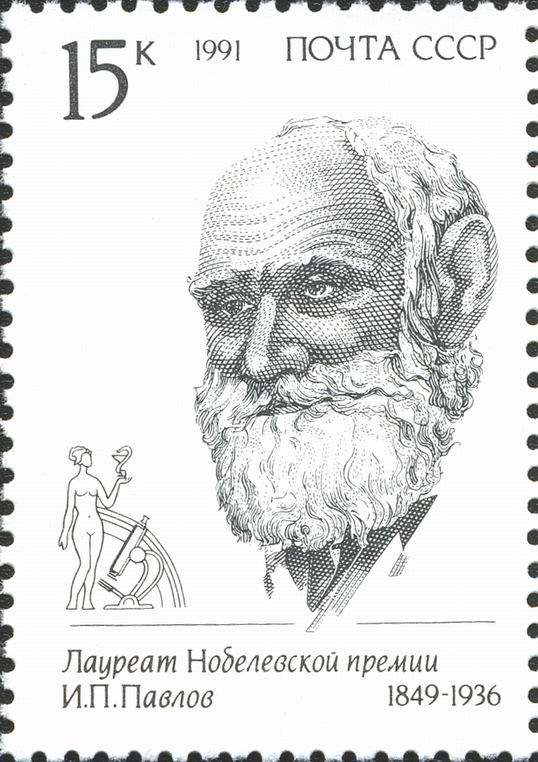
Иван Павлов
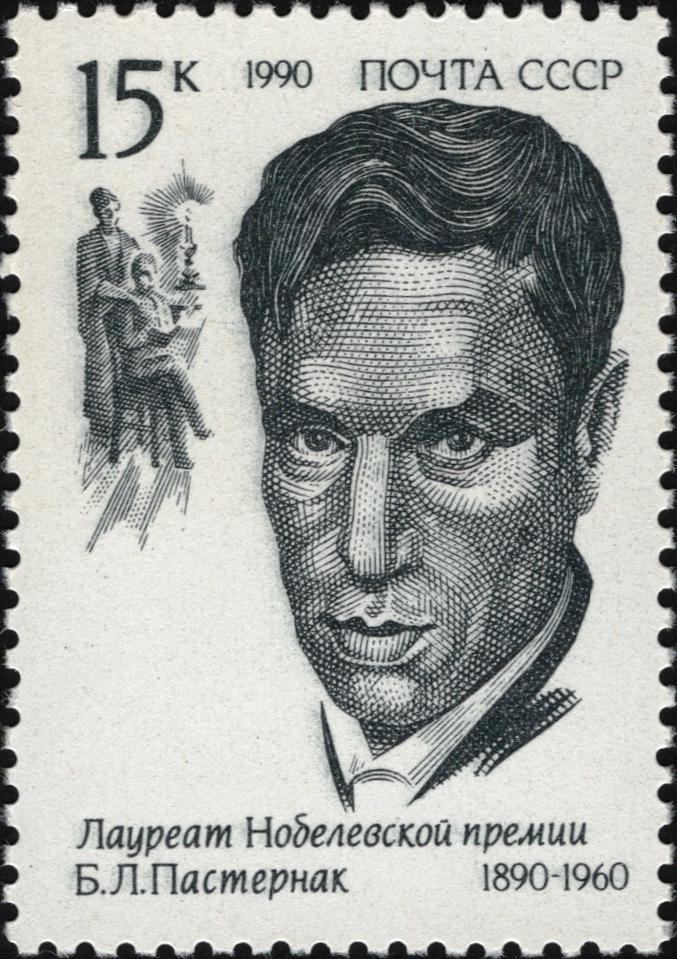
Борис Пастернак
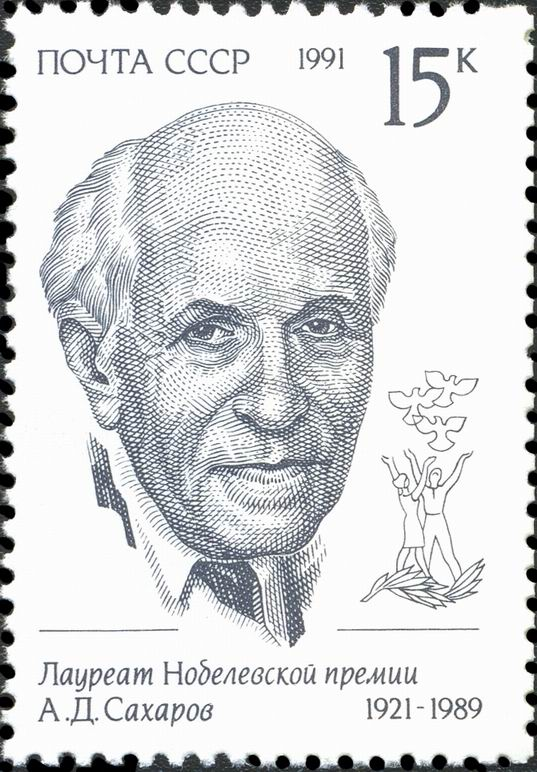
Андрей Сахаров
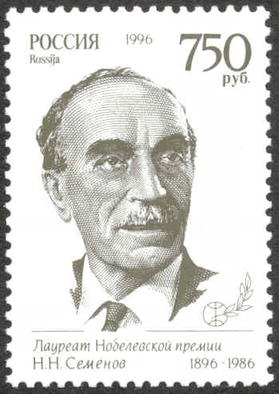
Николай Семёнов
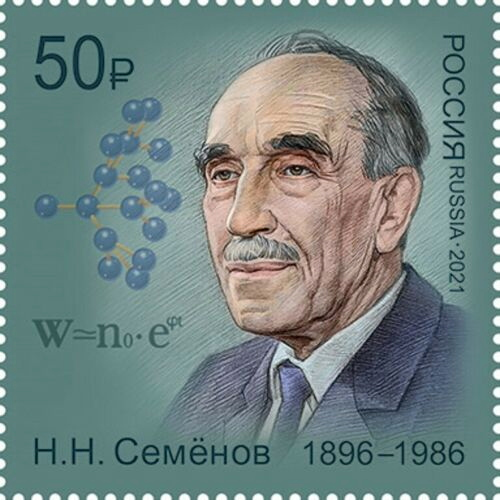
Николай Семёнов
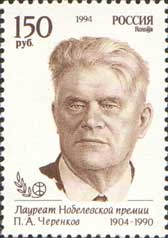
Павел Черенков
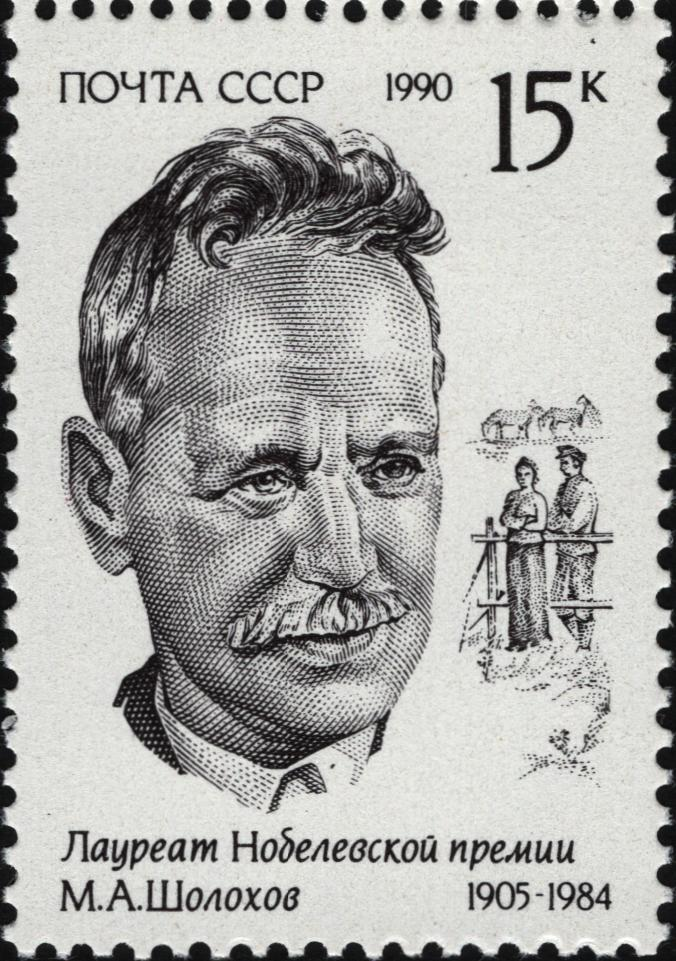
Михаил Шолохов
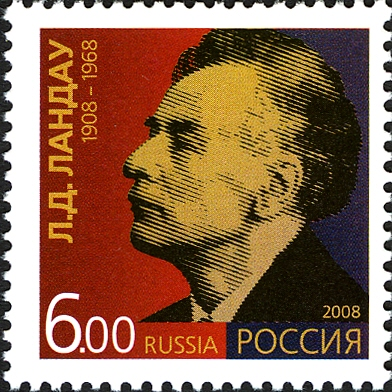
Лев Ландау
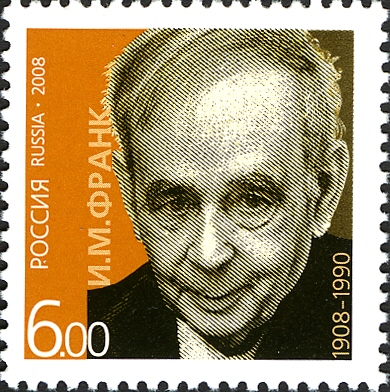
Илья Франк
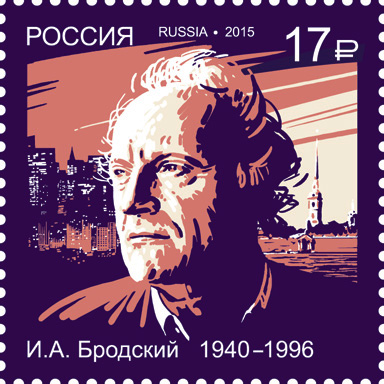
Иосиф Бродский